# Nanyuki

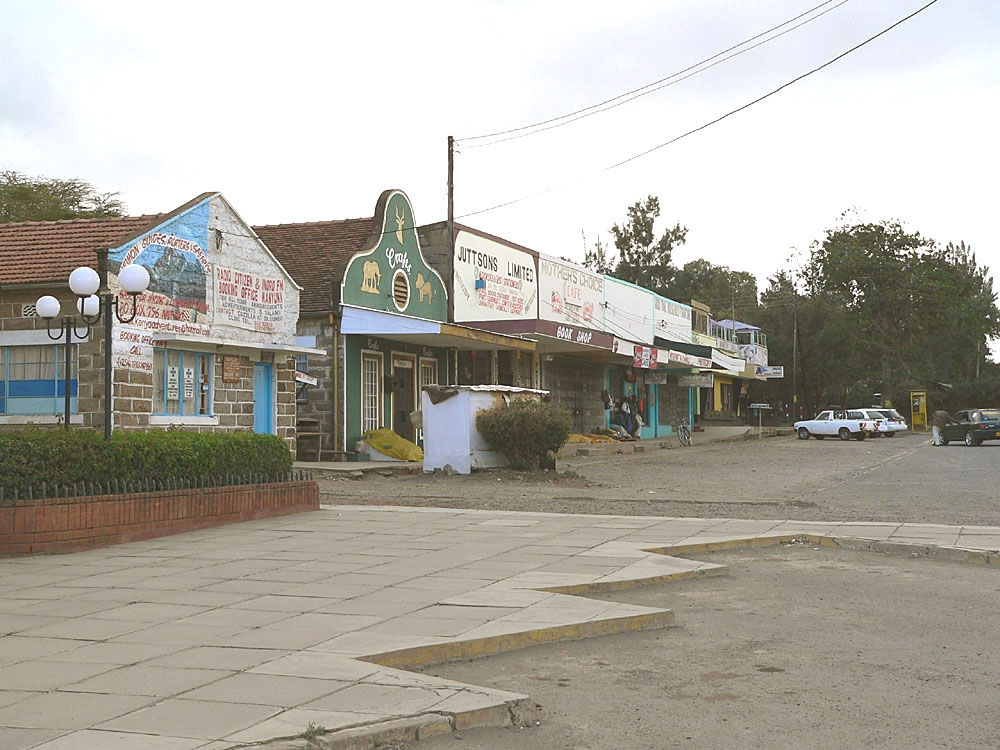
Huvudgatan i Nanyuki.

Nanyuki är huvudort i distriktet Laikipia i provinsen Rift Valley i Kenya. Enligt folkräkningen 2009 hade kommunen 49,233 invånare.
Ortens flygplats är Nanyuki Airport.